# Éluvion

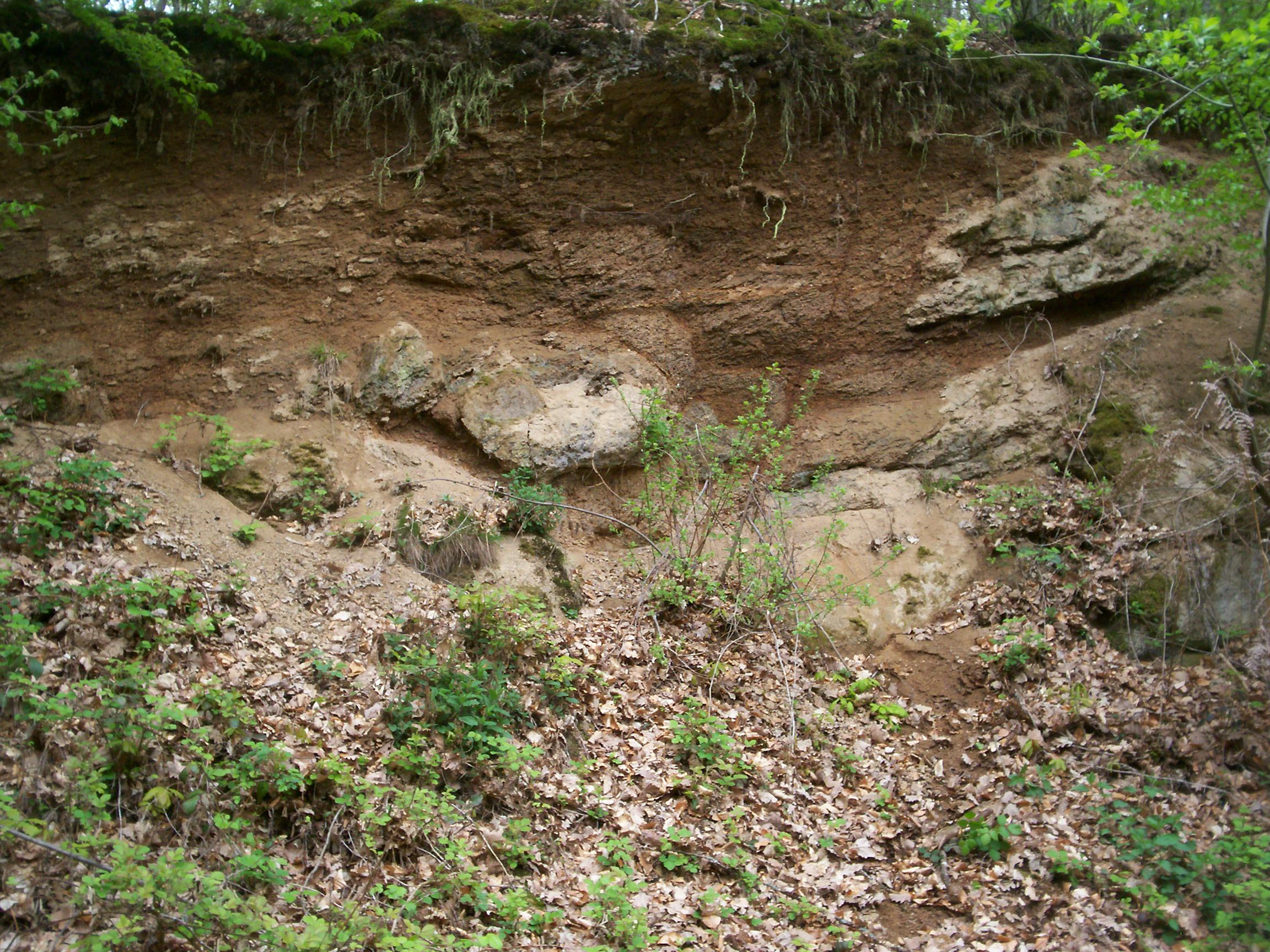
Arène granitique avec blocs de granite altérés dans le massif de la Serre (Jura, France).

En géologie, les dépôts éluviaux ou éluvions sont les dépôts et sols géologiques qui sont dérivés de l'altération ou de l'altération in situ accompagnée d'un mouvement gravitationnel ou accumulation.
Le processus d'élimination des matériaux des horizons géologiques ou du sol est appelé éluviation ou lessivage. Il y a une différence dans l'utilisation de ce terme en géologie et en science du sol. En science du sol, l'éluviation est le transport du matériau du sol des couches supérieures du sol vers les niveaux inférieurs par percolation descendante de l'eau à travers les horizons du sol, et l'accumulation de ce matériau (dépôt illuvial) dans les niveaux inférieurs est appelée illuviation,. En géologie, le matériau enlevé n'est pas pertinent et le dépôt (dépôt éluvial) est le matériau restant. L'éluviation se produit lorsque les précipitations dépassent l'évaporation.
Un horizon de sol formé par éluviation est une zone éluviale ou un horizon éluvial. Dans un profil de sol typique, l'horizon éluvial fait référence à une zone de couleur claire située (selon le contexte et la littérature) soit dans la partie inférieure de l'horizon A (symbole: Ae), soit dans un horizon distinct (horizon E) sous le A, là où le processus est le plus intense et le plus rapide. Pourtant, certaines sources considèrent que la zone éluviale est l'horizon A plus l'horizon E (distinct), car l'éluviation se produit techniquement dans les deux.
L'horizon éluvial strict (horizon E) est généralement gris clair, appauvri en argile, contient peu de matière organique et a une forte concentration de particules de limon et de sable composées de quartz et d'autres minéraux résistants. Cet horizon est par exemple visible dans les Podzosol.
Les gisements de minerai éluviaux sont ceux tels que les placers de tungstène et d'or formés par décantation et enrichis par le vannage ou l'enlèvement de matériaux de moindre densité. Les diamants dans le sol jaune (yellow ground, parties altérées des kimberlites) peuvent être considérés comme des gisements éluviaux. Les gisements de cassitérite et de colombite-tantalite se présentent également sous forme de concentrations résiduelles ou éluviales. Le gisement d'étain de Pitinga au Brésil, gisement éluvial, est l'une des plus grandes mines d'étain au monde. L'enrichissement supergène par intempéries d'une carbonatite riche en apatite en Ontario a produit un gisement de minerai de phosphate éluvial important.